# Grover (Colorado)
Pour les articles homonymes, voir Grover.
La ville de Grover est située dans le comté de Weld, dans le Colorado, aux États-Unis.
Selon le recensement de 2010, sa population est de 137 habitants. La municipalité s'étend sur 0,59 milles carrés (1,53 km2).
Le premier bureau de poste local s'appelait « Chatoga », qui signifie « bison » en amérindien. La ville se décale de quelques kilomètres au sud et prend le nom de « Point of Rocks », jugé trop long par la poste. Maude Donovan, fille d'un des premiers habitants de la ville, choisit alors le nom de jeune fille de sa mère, Grover, pour renommer la ville.

## Démographie
| 1920 | 1930 | 1940 | 1950 | 1960 | 1970 |
| ---- | ---- | ---- | ---- | ---- | ---- |
| 195  | 165  | 137  | 146  | 133  | 121  |

| 1980 | 1990 | 2000 | 2010 | - | - |
| ---- | ---- | ---- | ---- | - | - |
| 158  | 135  | 153  | 137  | - | - |